# Commuters

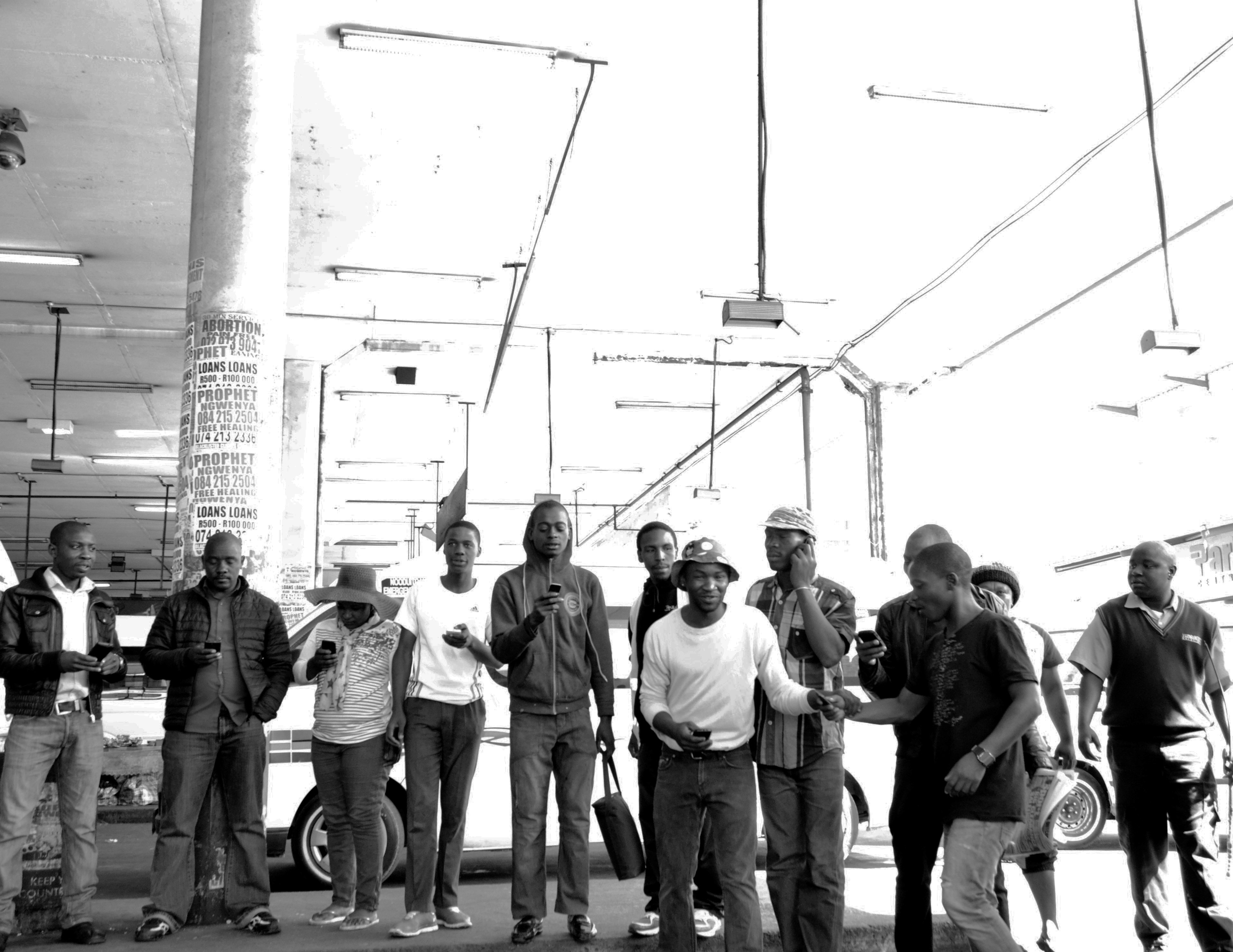
Commuters attendant un taxi à Johannesburg (Afrique du Sud).

Aux États-Unis et en Angleterre dans le Commuter Belt, les commuters sont des habitants de la couronne périurbaine faisant la navette entre leur domicile et l'agglomération urbaine (ville-centre + banlieue) pour aller à leur travail du lundi au vendredi. Ce phénomène est également appelé migration pendulaire.
La conception des aire métropolitaines (la notion en France d'aire urbaine est basée sur le même principe) des États-Unis est basée sur cette définition. Ainsi, fait partie de la MSA (Metropolitan Statistical Area) tout comté dont 25 % des travailleurs ont un emploi dans le noyau urbanisé de l'aire urbaine qui correspond à la notion française d'unité urbaine. 
Il importe peu qu'il y ait ou pas de la population rurale dans le comté en question.
Voir tableau comparatif des populations totales et populations urbaines des aires métropolitaines américaines de plus d'1 million d'habitants.